# Ceratina flavipes
Ceratina flavipes là một loài Hymenoptera trong họ Apidae. Loài này được Smith mô tả khoa học năm 1879.